# Präsidentenpalast (Nouakchott)

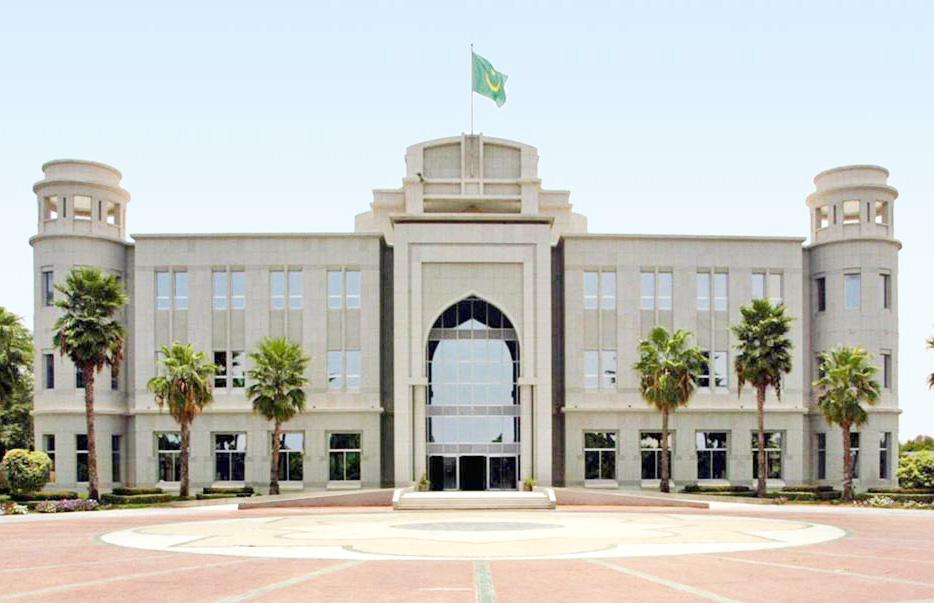
Präsidentenpalast in Nouakchott

Der Präsidentenpalast (en.: Presidential Palace, arabisch القصر الرئاسي, DMG al-qaṣr ar-riʾāsī, fr.: Palais présidentiel de Nouakchott, auch: Grey Palace, arabisch القصر الرمادي, DMG al-qaṣr ar-ramādī) ist die Residenz des Präsidenten von Mauretanien in der Landeshauptstadt Nouakchott. Er liegt im Zentrum der Stadt und ist das bedeutendste Bauwerk in der Stadt, eingehegt von großen Gärten und Anlagen. Er steht nordwestlich der Lebanese International University neben der ehemaligen Botschaft der Vereinigten Staaten in Mauretanien. Im Süden schließt der Hauptsitz der Banque Central de Mauritanie an.
In unmittelbarer Nähe des heutigen Präsidentenpalastes kann man den „Grundstein“ sehen, der die symbolische Gründung der Stadt markiert (5. März 1958), den Hangar, in dem die Unabhängigkeit proklamiert wurde (28. November 1960) und den alten Präsidentenpalast.
In den 1980er Jahren näherte sich das Land an Russland und die Volksrepublik China heran. China finanziert und baut wichtige Infrastruktur in Nouakchott: den Nouakchott Friendship Port (1986, Port de l’Amité), das Kraftwerk, Straßen und den neuen Präsidentenpalast.